# Aistus sarasini
Aistus sarasini is een rechtvleugelig insect uit de familie Anostostomatidae. De wetenschappelijke naam van deze soort is voor het eerst geldig gepubliceerd in 1914 door Griffini.